# Ely Ould Mohamed Vall
Ely Ould Mohamed Vall (إعلي ولد محمد فال; Nuakchot, 1953-5 de mayo de 2017) fue un militar y político mauritano, presidente del país desde el golpe de Estado del 3 de agosto de 2005 derrocando a Maaouya Ould Sid'Ahmed Taya hasta el 19 de abril de 2007, que fue sustituido por Sidi Uld Cheij Abdallahi tras las elecciones presidenciales de marzo. Antes de acceder a la Presidencia, había sido Jefe de la Policía Nacional de Mauritania con el grado de Coronel desde 1987. El 11 de agosto asumió el poder legislativo.

## Biografía
Procedente de familia árabe-bereber, se educó en Francia en Le Mans y Aix-en-Provence. Más tarde, se incorporó a la Academia Militar de Meknès en Marruecos y siguió estudiando Derecho, carrera en la que se licenció. Durante la guerra contra el Frente Polisario, fue comandante del ejército y participó en diversas operaciones hasta 1979 en el que el nuevo gobierno surgido tras el golpe de Estado de 1978 reconoció al Frente Polisario como representante del pueblo saharaui y se dio por concluido el conflicto para Mauritania. Mohamed Vall pasó a ser miembro del Estado Mayor del Ejército. Tras el golpe de Estado de Taya en 1984, fue nombrado director general de la Seguridad Nacional en 1985. Durante los 20 años del régimen de Taya, no se conoce que Mohammed Vall participase en las acciones de represión y deportación contra las minorías negras del país.
Tras el cambio de estrategia del gobierno de Taya respecto a sus relaciones con occidente en 1999 y 2001 con una aproximación al gobierno de Estados Unidos y la persecución, unas veces fundada y otras no, de integristas islámicos, el malestar social y el militar se acrecentó, sobre todo en 2003 cuando en junio y noviembre hubo dos intentos serios de golpe de Estado. La población, de mayoría suní, se había agrupado en torno a los partidos de la oposición que fueron duramente reprimidos y sus líderes encarcelados antes de las elecciones ese año. Las intentonas golpistas continuaron en 2004.
El 3 de agosto de 2005 se produjo el golpe de Estado que llevó a Mohammed Vall al poder, según comunicado del Consejo Militar para la Justicia y la Democracia.